# ESL Pro Tour (StarCraft 2)
Navigation
WCS Esports World Cup Tour
L'ESL Pro Tour pour StarCraft II est un circuit compétitif mondial qui remplace le système organisé par Blizzard WCS (World Championship Series) de 2020 à 2024. Ce circuit combine l'héritage des tournois ESL, DreamHack, et WCS, offrant plus de 4 millions de dollars américains en prix à travers les différentes compétitions.
L'ESL Pro Tour était donc l’élément principal de l'écosystème e-sportif pour StarCraft II  de 2020 à 2024.
Il couronnait les champions du monde officiels de StarCraft II, intégrant les tournois ESL et DreamHack au sein d'un système de classement reliant divers événements pour mener au Masters Championship chaque année à l'Intel Extreme Masters Katowice puis lors de la dernière édition à Esports World Cup 2024.

## Format du circuit
Le ESL Pro Tour présente une série d'événements majeurs et de qualifications globales, y compris les ESL Open Cups, qui sont des compétitions hebdomadaires, opérant dans les serveurs européens, américains et asiatiques. Elles attribuent à la fois de l'argent et des points EPT, déterminant les qualifications pour le Championnat EPT à la fin de la saison annuelle, qui désigne le champion du monde officiel.
En plus des Masters Championships, l'ESL Pro Tour inclut des événements mondiaux et leurs qualifications, les DH Masters, ainsi que l'intégration avec la GSL (Global StarCraft II League) en Corée, permettant aux joueurs de cette région de participer également au circuit. Les saisons compétitives sont divisées, avec des qualifications ouvertes en ligne menant à des tournois régionalisés, concluant avec la compétition principale. Ces tournois régionaux invitent les meilleurs joueurs aux finales saisonnières, tenues en direct à DreamHack Valencia ou DreamHack Atlanta, par exemple,.

### Titre de champion du monde
De 2020 à 2023 le championnat EPT se tient une fois par an à Katowice, Pologne, où les joueurs les mieux classés se disputent 500 000 dollars et le titre de «Champion du Monde». Les 20 meilleurs joueurs de la course ESL Pro Tour sont invités directement dans les phases de groupe (Ro24), tandis que les 16 suivants s'affrontent dans le Play-In Stage pour quatre places supplémentaires dans les phases de groupe.
En 2024 le titre de championnat du monde est déterminé à l'Esport World Cup.

## Histoire
Début 2020 Blizzard Entertainment a signé un accord de trois ans avec ESL et DreamHack pour organiser les ESL Pro Tours pour StarCraft II et Warcraft III: Reforged. L'ESL Pro Tour replace ainsi la StarCraft II World Championship Series après sept ans, avec un nouveau format de six tournois internationaux par an et des finales mondiales à l'IEM Katowice. Plus de 3 millions de dollars sont alloués aux prix sur les trois années de l'accord, marquant le 10e anniversaire de StarCraft II.
La fusion d'ESL avec DreamHack, annoncée fin septembre 2020, a créé ESL Gaming, unifiant les efforts des deux organisations sous un même toit tout en conservant leurs noms et domaines d'activité respectifs.

### Première édition 2020/2021
La toute première saison de l'EPT marque la transition officielle entre l’ancien circuit WCS de Blizzard et un écosystème géré par ESL & DreamHack, en partenariat avec AfreecaTV pour la Corée. Le circuit est scindé en deux branches, :
   •    le Circuit (tournois DreamHack SC2 Masters en ligne, répartis en Summer, Fall, Winter + Last Chance) ;
   •    le Korea (les trois saisons de GSL Code S et deux Super Tournaments).
Chaque événement rapporte des points EPT et/ou des qualifications directes vers le Masters Championship, finalement baptisé IEM Katowice 2021. Avec la pandémie de Covid-19, toutes les étapes Circuit se jouent intégralement en ligne tandis que la GSL conserve son plateau à Séoul avec un effectif réduit,.
Côté DreamHack SC2 Masters, la saison est dominée par le duo Serral/Reynor :
   •    Summer 2020 : Joona « Serral » Sotala l’emporte 4-2 sur Trap lors des Season Finals ;
   •    Fall 2020 : Riccardo « Reynor » Romiti prend sa revanche et s’impose 4-3 contre Trap ;
   •    Winter 2020 : Serral soulève un deuxième trophée en battant Stats 4-2 en finale ;
   •    le Last Chance 2021, ultime porte d’accès aux Worlds, voit Maru s’imposer face à Cure (4-0) pour décrocher la dernière tête de série coréenne.
En Corée, la GSL reste le cœur de la compétition : TY (S1 puis S3) et Rogue (S2) se partagent les trois titres Code S, tandis que Maru et Trap s’adjugent les deux Super Tournaments. Ces résultats, additionnés aux Open Cups hebdomadaires, définissent la hiérarchie EPT-Korea.  
Aux IEM Katowice 2021 (20-28 février, 250 000 $) : 36 joueurs (22 Circuit + 14 de corée) se disputent la première couronne mondiale de l’ère EPT. L’Italien Reynor réalise un parcours historique en éliminant Stats, Dark, Maru puis Zest (4-2) pour devenir le premier non-Coréen sacré champion du monde depuis 2018.
Au final, cette édition fondatrice valide le format à deux circuits, démontre la viabilité des tournois online de grande envergure et installe un nouveau triumvirat au sommet de StarCraft II : Reynor, Serral et Maru. Le succès d’audience d’IEM Katowice confirme aussi que, malgré la crise sanitaire, la scène reste solide.

### Deuxième édition 2021/2022
La seconde saison de l’ESL Pro Tour (EPT) s’est déroulée dans un contexte encore fortement marqué par les restrictions sanitaires : l’ESL, DreamHack et AfreecaTV ont donc maintenu un découpage en sept régions (Corée + six sous-régions « Circuit ») avec des tournois majoritairement en ligne, n’offrant des LAN que pour les étapes mondiales. Tout au long de l’année, les joueurs accumulent des points via les ESL Open Cups hebdomadaires, trois saisons de SC2 Masters régionales, trois GSL Code S et quelques événements « tier 1 » partenaires. Trente-six billets sont mis en jeu pour la grande finale, le Masters Championship 2022 – plus connu sous le nom d’IEM Katowice 2022 – qui conclut la saison fin février,.
Sur le Circuit international, les trois DreamHack SC2 Masters à 50 000 $ chacune rythment l’année. Summer 2021 voit l’Italien Reynor triompher 4-3 de Maru ; Fall sacre le Finlandais Serral avec un cinglant 4-0 infligé à Trap ; enfin, Winter est dominé par Maru, vainqueur 4-2 de Rogue. Ces LAN sont complétées par des tournois premium (King of Battles 2, NeXT, TeamLiquid StarLeague 7 & 8) qui contribuent eux aussi au classement EPT. Cette densité de compétitions maintient une scène « non-coréenne » particulièrement active et compétitive.
En Corée, la GSL reste l’ossature de la saison : Rogue (S1), Dark (S2) puis Cure (S3) s’imposent successivement et assurent leur qualification directe pour Katowice. Autour de ces trois saisons, les Super Tournaments et le DH Masters Last Chance 2022 (remporté par Maru 4-0 sur Cure) offrent des points et du spectacle supplémentaires. Maru ajoute d’ailleurs deux Super Tournaments à son palmarès, confirmant son statut de référence Terran en Corée malgré l’absence de titre GSL en 2021.
Point d’orgue du circuit, IEM Katowice 2022 (500 000 $) livre une finale d’anthologie entre les deux champions du monde 2018 et 2021 : Serral l’emporte 4-3 face à Reynor au terme d’une série haletante, devenant ainsi le deuxième joueur à décrocher un second titre mondial. Le tournoi offre par ailleurs des surprises notables, comme le parcours de Trap jusqu’en demi-finale et les éliminations précoces de plusieurs têtes de série coréennes.

### Troisième édition 2022/2023
La troisième saison de l’ESL Pro Tour (EPT) consolide le modèle mis en place par l’ESL, DreamHack et AfreecaTV : sept régions (Corée + six sous-régions “Circuit”) s’affrontent tout au long de l’année sur des tournois hebdomadaires (ESL Open Cups), deux périodes de SC2 Masters régionales, trois saisons de GSL Code S et une poignée d’événements “tier 1” organisés par des partenaires externes. Les points glanés sur ces compétitions – ou un titre obtenu sur les étapes majeures – permettent de décrocher l’un des 36 tickets pour la grande finale mondiale : IEM Katowice 2023.
Le calendrier “Circuit” est rythmé par deux LAN DreamHack de 100 000 $ : DH SC2 Masters Valencia (juillet 2022) remportée par Dark 4-3 face à Maru, puis DH SC2 Masters Atlanta (novembre 2022) dominée par herO 4-3 contre Bunny. S’y ajoutent plusieurs tournois premium donnant des points – King of Battles 3, HomeStory Cup XXI & XXII, TeamLiquid StarLeague 9 et l’AfreecaTV Champions Cup – ainsi que la série hebdomadaire d’Open Cups. Ces rendez-vous offrent aux joueurs “hors Corée” un circuit dense et mieux réparti géographiquement que par le passé,.
Côté Corée, la GSL reste l’épine dorsale : trois saisons (mars-mai, juin-juillet, août-octobre) et deux Super Tournaments distribuent points EPT et places directes. Les champions sont successivement Rogue, herO et Maru – ce dernier glanant ainsi sa septième couronne Code S. Au terme de la saison, la répartition des 36 places pour Katowice est la suivante : vainqueurs des trois GSL et des deux DreamHack Global Events, cinq têtes de série via le classement EPT Corée, huit via le classement EPT Circuit (4 Europe, 2 Amérique N., 1 Chine, 1 Amérique S.), seize issus du Play-in offline, plus deux dernières invitations via le classement combiné.
IEM Katowice 2023 (8-12 février, 500 000 $) restera dans l’histoire : le Terran chinois Li “Oliveira” Peinan crée l’énorme surprise en éliminant successivement Reynor, herO, puis en écrasant Maru 4-1 en finale. Il devient le premier champion du monde chinois de StarCraft II,.
Derrière lui, la saison a vu l’ascension continue de Serral (victoires à HSC XXI et TSL 9), la confirmation de Dark et la régularité de Clem, vainqueur des divisions européennes de Valence et d’Atlanta.
Dans l’ensemble, cette troisième édition confirme la viabilité du modèle EPT : plus de diversité dans les organisateurs, un équilibre Corée/Circuit mieux calibré et un climax mondial capable de générer un récit esportif fort.

### Quatrième édition 2023/2024
Pour la saison 2023/2024 l'EPT est toujours géré par l'ESL en coopération avec AfreecaTV.
Fait nouveau cette année-là, la grande finale de la saison se déroule à l’Esports World Cup 2024, le circuit annuel permet de décrocher 18 billets pour ma grande finale : six places sont attribuées aux vainqueurs des SC2 Masters Summer et Winter 2023 (1 + 1) et de Spring 2024 (4), quatre autres aux demi-finalistes d’IEM Katowice 2024, six via le classement EPT (2 pour la Corée et 4 pour le Circuit, dont 2 Europe, 1 Amériques, 1 Asie), enfin deux issus d’open qualifiers mondiaux.
Cho “Maru” Seong Ju a continué à briller en Corée du Sud en remportant trois des cinq GSL de cette saison. En revanche la saison a été marquée par des performances exceptionnelles de Serral et Clem.
Joona “Serral” Sotala a une fois de plus affirmé sa suprématie sur la scène européenne et mondiale en remportant la plupart des  titres majeurs, notamment l’ESL SC2 Masters 2023 Summer, l’ESL SC2 Masters 2023 Winter et l’ESL SC2 Masters 2024 Spring. Lors de cette dernière, il a dominé Maru en finale avec un score sans appel de 4-0.
Clément “Clem” Desplanches a connu une année exceptionnelle. Après avoir remporté l’ESL SC2 Masters 2023 Winter, il a atteint l’apogée de sa carrière en remportant l’Esports World Cup 2024. En finale, il a affronté Serral et l’a dominé avec un score impressionnant de 5-0, devenant ainsi le premier Français à décrocher le titre de champion du monde de StarCraft II. 

## Résultats des finales mondiales
| Saison  | Gagnant      | Finaliste  | Évènement              | Date                 |
| ------- | ------------ | ---------- | ---------------------- | -------------------- |
| 2020/21 | (Z) Reynor   | (P) Zest   | IEM Katowice 2021      | février 2021         |
| 2021/22 | (Z) Serral   | (Z) Reynor | IEM Katowice 2022      | février 2022         |
| 2022/23 | (T) Oliveira | (T) Maru   | IEM Katowice 2023      | 8 au 12 février 2023 |
| 2023/24 | (T) Clem     | (Z) Serral | Esports World Cup 2024 | 18 août 2024         |